# The Grass Eater
The Grass Eater is een Amerikaanse dramafilm van John Hayes uit 1961 met in de hoofdrollen Paul Leder en Rue McClanahan.

## Verhaal
Rokkenjager Pete Boswell (Paul Leder) probeert een getrouwde vrouw (Rue McClanahan) te verleiden, enkel en alleen om te bewijzen dat de heiligheid van het huwelijk bedrieglijk is.

## Rolverdeling
| Acteur           | Personage       | Opmerkingen   |
| ---------------- | --------------- | ------------- |
| Paul Leder       | Pete Boswell    |               |
| Rue McClanahan   | Loraina         |               |
| Leon Schrier     | Harvey          |               |
| Patricia Manning | Mary            |               |
| Helen Goodman    | Melba           |               |
| Richard Villard  | Bartender       |               |
| Ted Roter        | Waiter          |               |
| Barnard Dukore   | Bookstore Owner |               |
| William Guhl     | Man on Street   | als Bill Guhl |

## Trivia
- Eerste langspeelfilm van John Hayes
- Acteerdebuut van Rue McCLanahan